# Lignières (Aube)
 Lignières  es una población y comuna francesa, en la Región de Gran Este, departamento de Aube, en el distrito de Troyes y cantón de Les Riceys.

## Demografía
| 320 | 307 | 276 | 259 | 230 | 248 |
| Para los censos de 1962 a 1999 la población legal corresponde a la población sin duplicidades (Fuente: INSEE [Consultar]) |     |     |     |     |     |